# 빌라산탄젤로
빌라산탄젤로(이탈리아어: Villa Sant'Angelo)는 이탈리아 아브루초주 라퀼라도에 있는 코무네이다. 몬테시렌테 산과 그란사소 산의 집합점 근처인 아테르 강 계곡에 위치해있다.

## 역사
최근까지 이곳의 기원은 중세 시대에서 유래되었을 것이라고 추측하였지만 로마 시대의 건물들이 존재가 재발견되었다. 고대의 벽들과 네크로폴리스의 부분들은 1986년과 2005년에 이곳을 파내면서 발견되었었다.
20 세기 초에 1921년 인구가 최대 피크인 1,027명을 한 이후로 인구가 줄어들기 시작하였고 상당수의 거주민들이 미국으로 이민을 갔다. 2009년 4월 6일 새벽 3시 32분에 중부 이탈리아를 강타한 2009년 라퀼라 지진으로 인해 대략적으로 전체 건물의 90%가 파괴되었고 17명이 사망하였다.